# Коен (Ен)
Коен (фр. Coingt) насеље је и општина у североисточној Француској у региону Пикардија, у департману Ен (Пикардија) која припада префектури Вервен.
По подацима из 2011. године у општини је живело 75 становника, а густина насељености је износила 10,26 становника/km². Општина се простире на површини од 7,31 km². Налази се на средњој надморској висини од 225 метара (максималној 231 m, а минималној 155 m).

## Демографија
| 1962. | 1968. | 1975. | 1982. | 1990. | 1999. | 2011. |
| ----- | ----- | ----- | ----- | ----- | ----- | ----- |
| 137   | 144   | 121   | 121   | 113   | 73    | 75    |

График промене броја становника у току последњих година